# Georgian Bay
Die Georgian Bay (französisch Baie Georgienne, deutsch auch Georgsbucht) ist eine große Bucht in Nordamerika, die vom Hauptteil des Huronsees im Nordwesten durch die Manitoulin-Insel und im Südwesten durch die Bruce-Halbinsel abgeteilt ist. Sie gehört zur kanadischen Provinz Ontario.
Die Bucht ist etwa 200 km lang und bis zu 80 km breit. Sie bedeckt eine Fläche von 15.000 Quadratkilometern. Ein Teil dieser Fläche, 347.000 ha, ist seit 2004 unter dem Namen Biosphärenreservat Georgian Bay als Biosphärenreservat der UNESCO anerkannt. Die Bucht liegt am Südrand des Kanadischen Schilds, der durch den Rückgang der Gletscher am Ende der letzten Eiszeit vor rund 11.000 Jahren geprägt worden ist. Der westliche Teil der Bucht mit der Bruce-Halbinsel gehört geologisch zur Niagara-Schichtstufe.
Der auf der Bonnet Island zutage tretende Granulit ist der bislang (2018) einzige bekannte Fundort des extrem seltenen Minerals Menzerit-(Y), einem yttriumreichen Granat.
Archäologische Funde weisen menschliche Besiedlung der südlichen Regionen des Kanadischen Schildes aus der Zeit des 7. Jahrtausend v. Chr. nach. Zur Zeit der ersten europäischen Einwanderung im 17. Jahrhundert lebten hier entlang des Nord- und Ostufers der Bucht die Ojibwa und Ottawa, die sich selbst als Anishinabe bezeichneten. Die Wyandot (oder Huronen) und Haudenosaunee (oder Irokesen) besiedelten das Land südlich der Bucht. 
Die ersten Europäer in dieser Region waren die französischen Entdecker Samuel de Champlain und Étienne Brûlé im 17. Jahrhundert. Französische Jesuiten errichteten im Jahr 1649 die Mission Sainte-Marie-au-pays-des-Hurons, Ontarios erste europäische Siedlung, an der Stelle der heutigen Gemeinde Midland in Ontario.
Die Georgian Bay wurde zum ersten Mal kartiert im Jahr 1815 von dem Kommandanten William Fitzwilliam Owen, der die Bucht „Lake Manitoulin“ nannte. Im Jahr 1822 bekam sie vom britischen Admiral und Geodät Henry Bayfield zu Ehren von König Georg IV. ihren heutigen Namen.
In der Georgian Bay liegen zehntausende von Inseln, die den Namen Thirty Thousand Islands (deutsch „Dreißigtausend Inseln“) tragen, einschließlich der größeren Parry-Insel und der Christian-Insel. Die Insel Manitoulin am nördlichen Ende der Bucht ist die größte Insel der Erde in einem See.
Die Georgian Bay ist der nördliche Endpunkt des Trent-Severn-Wasserweg. Der südliche Endpunkt ist die Mündung des Trent River, bei Trenton, in die Bay of Quinte des Lake Ontario.